# Call to Power II
Call to Power II — компьютерная игра в жанре пошаговая стратегия, выпущенная для PC и разработанная и изданная Activision. Игра является продолжением Civilization: Call to Power. В ней игрок возглавляет цивилизацию и проходит путь от каменного века до будущего. В октябре 2003 года Activison выложила код игры в открытый доступ.

## Особенности игры

### Достоинства
- улучшена система управления империей;
- добавлены новые морские юниты;
- стек войск увеличен до 12;
- улучшена графика по сравнению с первой частью;
- добавлены новые технологии;
- более гибкая система дипломатии;
- появилась возможность отступления из сражений;
- появились границы империи

### Серьёзные недостатки
- убрана возможность освоения космического пространства с технологиями, юнитами, космическими городами;
- крайне низкий интеллект компьютера, что делает игру занимательной только по сети.

## Оценки
| Сводный рейтинг | Сводный рейтинг |
| Агрегатор       | Оценка          |
| --------------- | --------------- |
| GameRankings    | 72,35 %         |